# Уфтюго-Илешский заказник
Уфтюго-Илешский заказник — государственный природный (ландшафтный) заказник регионального значения в Верхнетоемском и Красноборском районах Архангельской области.

## История
Массив старовозрастных лесов на юго-востоке Архангельской области, исчезавший из-за разрушительных сплошных рубок, был обнаружен Всемирным фондом дикой природы (WWF) в 2009 году. Создание Уфтюго-Илешского заказника утверждено постановлением Правительства Архангельской области № 475-пп от 24 ноября 2015 года. Площадь заказника — 78,69 тыс. га.

## Расположение
Уфтюго-Илешский заказник является частью крупного малонарушенного Верхневашского лесного массива и находится на границе с республикой Коми в верховьях рек Уфтюга, Илеша, Оса.
Территория заказника представлена двумя отдельными кластерами — Западный (площадь — 49 970 га) и Восточный (площадь — 28 720 га).
Заказник включает в себя кварталы:
- 146—150, 162—168, 178—186, 196—204, 214—222 — Илешского участкового лесничества Выйского лесничества;
- 1—5, 13—17, 25—32, 37—44, 55—59 — Слободского участкового лесничества Красноборского лесничества;
- 1—16 — Комаровского участкового лесничества Красноборского лесничества.

Кроме двух основных кластеров в состав ООПТ Уфтюго-Илешский заказник целесообразно включить третий дополнительный кластер «Корабельная Чаща».

## Охраняемые виды
На территории заказника выявлены популяции редких и уязвимых видов растений, животных, грибов, среди которых дикий лесной северный олень, беркут, филин, белка-летяга, башмачок настоящий, леукорхис беловатый и уснея длиннейшая.